# Świt żywych trupów (film 1978)
Świt żywych trupów (ang. Dawn of the Dead, wł. Zombi) – amerykańsko-włoski film grozy w reżyserii George’a A. Romero z 1978 roku. Sequel filmu Noc żywych trupów z 1968 roku.

## Fabuła
Minęło kilka dni od chwili powstania mas trupów z grobów. Rzesze zombie zaczęły przejmować panowanie nad Stanami Zjednoczonymi, paraliżując normalne życie. Pracownik telewizji z Pittsburgha Stephen postanawia uciekać wraz ze swoją narzeczoną Francine. Razem postanawiają ukraść telewizyjny helikopter i uciec w jakieś bezpieczne miejsce. Tymczasem w Filadelfii oddział SWAT robi nalot w mieszkaniu socjalnym, którego lokatorzy nie stosują się do stanu wojennego. Jeden z funkcjonariuszy – Roger bezskutecznie próbuje powstrzymać Wooleya, brutalnego i rasistowskiego funkcjonariusza zabijającego nieuzbrojonych cywilów. Wooley zostaje zastrzelony przez funkcjonariusza innej jednostki SWAT – Petera. Okazuje się, że w budynku znajdują się zombie.
Nie mający złudzeń co do przebiegu inwazji żywych trupów Roger i Peter decydują opuścić miasto. Francine i Stephen lądują helikopterem na opuszczonej stacji policyjnej nad Delaware, gdzie mają się spotkać z Rogerem, będącym przyjacielem Stephena. Na miejscu jest czwórka szabrujących policjantów. W ostatniej chwili przybywają Roger i Peter, którzy spławiają wrogo nastawionych policjantów i dołączają do Stephena i Francine. Rankiem cała czwórka robi postój na stacji benzynowej, by uzupełnić paliwo. Na stacji zostają zaatakowani przez zombie, których zabijają Roger i Peter. Docierają do opustoszałego centrum handlowego, gdzie mają zamiar przeczekać kryzys. Mężczyźni biegają po obiekcie zbierając zapasy, gdy Francine ze względu na ciążę musi zostać.
W końcu grupa decyduje, że musi oczyścić centrum handlowe z znajdujących się w nim zombie, Roger i Peter wychodzą na opanowany przez zombie parking i używają pobliskich ciężarówek, aby zablokować wejście do centrum handlowego. Niestety, Roger zostaje ugryziony przez zombie. Po zabarykadowaniu się wewnątrz wszyscy, w tym Francine uznająca że jest w stanie walczyć, zabija pozostałe zombie w centrum handlowym. Cała czwórka cieszy się życiem korzystając ze wszystkich dostępnych im towarów i rozrywek. Wkrótce umierający od ran Roger prosi Petera, by go zabił, jeśli stanie się zombie. Po zgonie Roger ożywa jako zombie i Peter zgodnie z jego wcześniejszą prośbą zabija go. Roger zostaje pochowany w centrum handlowym przez swych kompanów.
Jakiś czas później wszystkie transmisje alarmowe ustają, co sugeruje upadek rządu. Na prośbę Fran Stephen uczy ją, jak latać helikopterem, na wypadek gdyby coś mu się stało. Helikopter w locie dostrzega koczowniczy gang motocyklistów, który zamierza zszabrować centrum handlowe. Motocykliści, niszczą barykady wpuszczając z powrotem setki zombie. Mimo że motocykliści wybijają żywe trupy, Stephen, trawiony terytorializmem, strzela do motocyklistów inicjując bitwę. W końcu motocykliści zostają przytłoczeni i zagryzieni przez zombie.
Francine chce natychmiast uciec, Peter postanawia poczekać, aż Stephen wróci. Jednak Stephen chcąc ukryć się w szybie windy zostaje ranny i zaatakowany przez zombie. Zmartwychwstały jako zombie Stephen instynktownie wraca do kryjówki kompanów prowadząc innych nieumarłych. Po zabiciu Stephena Peter pomaga Francine uciec na dach, ale mówi, że nie chce uciekać. Zamyka się w pokoju i rozważa samobójstwo. Kiedy zombie wdzierają się do środka, zmienia zdanie i przedostaje się na dach, gdzie dołącza do Fran w helikopterze. Oboje o świcie odlatują helikopterem niepewni swej przyszłości.

## Obsada
- Ken Foree jako Peter Washington
- Daniel Dietrich jako Roger „Trooper” DeMarc
- Gaylen Ross jako Francine „Fran/Flygirl” Parker
- David Emge jako Stephen „Flyboy” Andrews
- Richard France jako dr Millard Rausch
- Howard Smith jako telewizyjny komentator
- Rudy Ricci jako przywódca motocyklistów
- Tom Savini jako motocyklista z maczetą
- James A. Baffico jako Wooley
- Rod Stouffer jako Rod Tucker
- David Crawford jako dr Foster
- David Early jako Berman
- Joseph Pilato jako lider ewakuujących się policjantów
- Jese Del Gre jako ksiądz

źródło:

## Odbiór

### Premiera
Premiera odbyła 1 września 1978 roku w Turynie, dzień później był rozpowszechniany na terenie całych Włoch w wersji z włoskim dubbingiem. Amerykańska premiera filmu z wersją zmontowaną pod anglojęzyczny rynek odbyła się 19 kwietnia 1979 roku w Nowym Jorku.

### Recenzje
Serwis Wagerweb.com uznał Świt żywych trupów za najstraszniejszy horror w dziejach kina.